# Myra (Virginia Occidentale)
Myra è un'area non incorporata degli Stati Uniti d'America, nella contea di Lincoln, nello stato della Virginia Occidentale.
Fondata nel 1883, sorge lungo il Mud River, uno degli affluenti del Guyandotte (e quindi dell'Ohio); la città più vicina è Hamlin, situata 4 miglia (6,4 km) a nord.
La località è conosciuta in particolare in quanto luogo natale di Chuck Yeager, asso dell'aviazione statunitense e primo uomo a volare oltre il muro del suono.